# Morino
Pour les articles homonymes, voir Morino (homonymie).
Morino est une commune italienne de la province de L'Aquila dans la région Abruzzes en Italie.

## Administration
| Période                                  | Période  | Identité       | Étiquette | Qualité |
| ---------------------------------------- | -------- | -------------- | --------- | ------- |
| 14 juin 2004                             | En cours | Antonio Mattei |           |         |
| Les données manquantes sont à compléter. |          |                |           |         |

### Hameaux
Rendinara, Grancia, Brecciose

### Communes limitrophes
Alatri (FR), Civita d'Antino, Civitella Roveto, Filettino (FR), Guarcino (FR), San Vincenzo Valle Roveto, Veroli (FR), Vico nel Lazio (FR)